# Erbauer
Erbauer (ros. Эрбауер) – rosyjska firma budowlana powstała podczas II wojny światowej.
Firma została utworzona w styczniu 1942 r. w Brześciu nad Bugiem przez byłego pułkownika armii carskiej, a następnie emigranta Władmira Jermołowa i innego emigranta Michaiła W. Montwiłowa. Obaj byli członkami Narodowo-Ludowego Związku Nowego Pokolenia (NTSNP). Początkowo firma na zlecenie Niemców wykonywała prace budowlane w Brześciu i okolicach. Pracowali w niej wyłącznie miejscowi Biali Rosjanie, których uratowano od wywózki na roboty przymusowe do Niemiec. Do lata 1942 r. zatrudnieni byli także brzescy Żydzi (funkcję głównego inżyniera pełnił rosyjski Żyd Borys S. Frenkiel), ale Niemcy aresztowali ich, po czym rozstrzelali w getcie. W tym czasie filia firmy powstała w Mińsku z inicjatywy Michaiła J. Horaczka i Igora L. Junga, działaczy NTSNP. Uczestniczyli w tym również kolejni członkowie NTSNP Konstantin W. Bołdyriew i Wieniedikt A. Abdank-Kossowski. Dyrektorem administracyjnym został Iwan I. Winogradow, zaś dyrektorem technicznym Pawieł N. Zielenski. Kolejne filie zorganizowano w 1943 r. w Siedlcach i na pocz. 1944 r. w Białymstoku. Firma „Erbauer” służyła faktycznie jako przykrywka dla konspiracyjnej działalności NTSNP na okupowanych terenach ZSRR, skierowanej zarówno przeciwko Niemcom, jak też Sowietom. Z powodu zbliżania się Armii Czerwonej do Smoleńska, który był głównym centrum białej emigracji rosyjskiej, do Mińska przenieśli się czołowi działacze NTSNP, zatrudniając się w „Erbauerze”. Wskutek ofensywy sowieckiej na Białorusi wczesnym latem 1944 r. ewakuowali się oni do Brześcia nad Bugiem, a następnie dalej w kierunku zachodnim. Do pracowników firmy dołączyli Biali Rosjanie, którzy nie chcieli trafić pod władzę Sowietów. Na pocz. lipca tego roku do Białegostoku wyruszyła ostatnia grupa działaczy NTSNP z płk. W. Jermołowem na czele, aby dołączyć do miejscowej filii „Erbauera”. Po drodze okazało się, że miasto zostało już zajęte przez Armię Czerwoną. W tej sytuacji zdecydowano pojechać do Warszawy. Od 29 lipca do 15 września transport firmy „Erbauer” stał w wagonach towarowych na stacji kolejowej w Częstochowie. Przyłączyli się do niego kolejni emigranci rosyjscy. Podjęto tam decyzję, że płk w. Jermołow, K. W. Bołdyriew, I. I. Winogradow i Jewgienij J. Pozdiejew udadzą się do Wiednia w celu znalezienia w jego okolicach miejsca dla uchodźców. Działacze NTSNP (NTS) liczyli na to, że Amerykanie i Brytyjczycy nie dopuszczą do zajęcia Austrii przez Sowietów. Na miejscu uzyskali oni pomoc od wiedeńskiego członka NTSNP Wiktora K. Manakina, który był zatrudniony w chorwackiej firmie „Anton Frinta”. W miejscowości Berg, leżącej ok. 60 km na wschód od Wiednia, firma ta prowadziła prace budowlane zakładu zbrojeniowego na rzecz Leichtmetall GmbH. Na pocz. sierpnia przybyli tam Biali Rosjanie z firmy „Erbauer” wraz z uchodźcami, uzyskując zgodę Niemców na rozmieszczenie się w barakach na terenie obozu pracy pod Bergiem. Działacze NTSNP (NTS) zawerbowali też ok. 60 osób w przeznaczonym dla inwalidów wojennych z Legionów Wschodnich i innych „wschodnich” oddziałów kolaboracyjnych obozie niemieckim w Utracie koło Łodzi (patrz: Obóz specjalny Abwehry w Utracie). Ogółem w obozie pod Bergiem zamieszkało ok. 500 osób. Funkcję kapelana obozowego pełnił ojciec Mitrofan. We wrześniu zorganizowano szkołę dla dzieci poniżej 12 lat. Znalazła tam schronienie grupa Kozaków dońskich z Kozackiego Stanu, której udało się uchronić następnie przed powojenną deportacją do ZSRR. Nawiązano kontakty z Narodową Organizacją Młodzieży Rosyjskiej (NORM). Duży wpływ na zgromadzonych w obozie w Bergu wywołało ogłoszenie Manifestu praskiego KONR. Jesienią 1944 r. w Niemczech i na terenach okupowanych jeszcze przez wojska niemieckie doszło do licznych aresztowań działaczy NTSNP (NTS), ale ominęły one członków organizacji przebywających w obozie. Wobec zbliżania się Armii Czerwonej podjęto decyzję o ewakuowaniu firmy „Erbauer” do Turyngii. Nowy obóz (kryptonim „Baustelle B-3B”) założono koło miasta Niedersachswerfen, w rejonie którego znajdował się obóz koncentracyjny Mittelbau-Dora. Jego więźniowie budowali podziemną fabrykę mającą produkować rakiety V2. W lutym 1945 r. do obozu „Erbauera” przybyła część rodzin aresztowanych działaczy NTSNP (NTS). Pod koniec wojny obóz zapełnił się kolejnymi rosyjskimi uchodźcami. Historia firmy „Erbauer” zakończyła się pod koniec kwietnia tego roku, kiedy tereny, na których znajdował się obóz w Niedersachswerfen, zajęły wojska amerykańskie.